# CARRY LOOSE
CARRY LOOSE（キャリールーズ）は、かつて存在した日本の4人組女性アイドルグループ。WACK所属。略称は「キャリルー」。ファンの総称は配達員。サウンドプロデュースはクリエイター集団SCRAMBLES所属のT.S.I。2020年10月31日をもって解散した。

## 概要
2019年、2期BiSに所属していたパン・ルナリーフィ、YUiNA EMPiREと、WAggのウルウ・ルの3名とオーディション合格者でカレールーず（仮）の結成を発表。同年9月4日グループ名をCARRY LOOSEとしオーディション合格者であるユメカ・ナウカナ?の加入を発表。1stアルバム「CARRY LOOSE」を10月22日にT-Palette Recordsよりリリース。同年11月4日には東京・GARRET udagawaで初ワンマンライブ「ゆるくはこんでください」を開催。また、12月1日からは1st全国ツアー「ルーズに場所はずしてみましたツアー」を開催した。
2020年2月12日には1stシングル「にんげん」をリリース。同年7月20日よりメジャーデビューするまでメンバーが共同生活し24時間ニコ生で生中継される企画「CARRY OF MAJOR」を開始するも、同年10月16日にCARRY LOOSEが10月31日に解散することを発表され、88日間放送された「CARRY OF MAJOR」の企画が終了した。10月31日に解散となったが、翌11月1日にラストシングル「COLORS」が配信限定リリースされた。

## 沿革

### 2019年
- 6月19日 - 2期BiS解散後、BiSに所属していたパン・ルナリーフィ、YUiNA EMPiREと、WAggのウルウ・ルの3名とオーディション合格者でカレールーず（仮）の結成を発表。あわせて、同年秋頃にT-Palette RecordsよりCDを発売予定であることが発表された[1]。
- 9月4日 - グループ名をCARRY LOOSEとし、オーディションに合格したユメカ・ナウカナ?の加入を発表。また、デビューアルバム「CARRY LOOSE」を10月22日にT-Palette Recordsよりリリースする[2]。サウンドプロデュースは、松隈ケンタ率いるクリエイター集団SCRAMBLES所属のT.S.Iが行う。
- 10月6日 - 東京・タワーレコード渋谷店B1F CUTUP STUDIOにてお披露目ライブを行った[11]。
- 10月10日～14日 - 無料チェキ撮影会「10000CARRY CHEKI」を全国のタワーレコードで開催[12]。このうち12日・13日に開催予定だった一部店舗は、台風19号の接近に伴い、11月9日・10日（イベント内容をリリースイベントに変更）に日時を変更して開催[13][14][15]。
- 11月2日・3日 - 「BiS vs CARRY LOOSE対抗駅伝」を実施。BiSとCARRY LOOSEが共催ライブのメインアクトの座を賭け、各グループのメンバー4人とマネージャー2人の計6人によるチーム編成で、東京・渋谷～静岡・熱海間を2日間かけて駅伝方式で往復し、CARRY LOOSEが勝利。なおゴール後には、東京・タワーレコード渋谷店B1F CUTUP STUDIOにて合同リリースイベントが行われた[16][17]。
- 11月4日 - 東京・GARRET udagawaで初のワンマンライブ「ゆるくはこんでください」を開催[3][4]。以下の"CARRY LOOSE 3ヶ条"が発表された[18]。
  1. ファンの総称は“配達員”
  2. ライブの写真撮影は可能。ただし録画、録音は禁止
  3. ダイブ・リフト・サーフ・脱衣等の危険行為は禁止
- 11月24日 - 共催ライブイベント「CARRY BiS」を東京・WOMBで開催。「BiS vs CARRY LOOSE対抗駅伝」で勝利したCARRY LOOSEがメインアクト、BiSはオープニングアクトを務めた[19]。
- 11月27 - 東京・新宿LOFTにて「SHINJUKU LOFT KABUKI-CHO 20TH ANNIVERSARY 新宿系ガールズミーティング ツーマン!!」が行われBILLIE IDLE®との共演をした[20][21]。
- 12月1日 - 「ルーズに場所はずしてみましたツアー」を開催[4][5][6]。

### 2020年
- 1月3日 - WACK所属グループ全組出演する「WACKなりの甲子園」出演[22]。
- 1月25日 - 埼玉・HEAVEN'S ROCK さいたま新都心 VJ-3で自身初のツアー「ルーズに場所はずしてみましたツアー」の最終公演が行われ、4月25日より2ndツアー「ふたたびルーズに場所はずしてみましたツアー」を行うことを発表[23]するも新型コロナウイルス感染拡大により全公演中止になった。
- 2月8日 - WACK所属グループ全組出演する全国ツアー「WACK TOUR 2020 "WACK FUCKiN'PARTY"」に出演[24][25]。
- 2月12日 - 1stシングル「にんげん」をリリース[5]。
- 3月22日～28日 - 「WACK合同オーディション2020」にウルウ・ルが参加[26][27]。
- 4月30日 - JFN PARKにてラジオ番組「CARRY LOOSEのKiND EAR」を放送開始[28][29]。
- 7月20日 - ニコ生の緊急特番で、メジャーデビューするまでメンバーが共同生活を送る企画「CARRY OF MAJOR」を発表。メンバーの共同生活の様子は24時間ニコ生で生中継され、メジャーレーベルから声がかかるまでメンバーは帰れない[7][8]。
- 8月1日 - 神奈川・パシフィコ横浜 国立大ホールにて「WACK FUCKiN' SORRY PARTY」を開催[30][31][32]。
- 10月4日 - 「TOKYO IDOL FESTIVAL オンライン 2020」に出演[33]。
- 10月16日 - CARRY LOOSEが10月31日に解散することを発表。7月20日から88日間放送された「CARRY OF MAJOR」の企画を終了させた[9][10]。
- 10月31日 - 解散[9][10]。
- 11月1日 - ラストシングル「COLORS」が配信リリースされた[10]。

## 最終メンバー
| 氏名               | 愛称       | 誕生日   | 出身地                        | ファンの俗称         | 備考 |
| ------------------ | ---------- | -------- | ----------------------------- | -------------------- | --- |
| パン・ルナリーフィ | パンルナ   | 8月18日  | 神奈川県                      | BUNS                 | 結成前は第2期BiSに所属していた。 TIF2019よりSAiNT SEXメンバー。 グループ解散後の2020年11月30日をもって所属事務所WACKとの専属契約解除が発表された。 2021年8月18日、HO6LA結成。 |
| YUiNA EMPiRE       | ゆいなぴ   | 2月7日   | 宮城県仙台市生まれ 埼玉県育ち | Awaker               | 結成前は第2期BiSに所属していた。 2020年12月26日、WAggへの加入が発表された。                                                                                                   |
| ウルウ・ル         | ウルちゃん | 2月7日   | 東京都                        | ウルウルウルチャンズ | WAggから昇格。 TIF2019よりHOLY SHiTSメンバー。 グループ解散後の2020年12月24日をもって所属事務所WACKとの専属契約解除が発表された。                                             |
| ユメカ・ナウカナ？ | ユメカ     | 10月28日 | 埼玉県                        |                      | オーディション合格者。 加入以前はアイドルネッサンスに所属。2021年4月よりASPのメンバーとして活動開始。                                                                         |

## 作品
順位はオリコン・ウィークリーランキング最高順位。

## ライブ

### ワンマン
| 公演名                             | 公演日         | 会場                                  | 備考 |
| ---------------------------------- | -------------- | ------------------------------------- | ---- |
| ゆるくはこんでください             | 2019年11月4日  | 東京・GARRET udagawa                  |      |
| ルーズに場所はずしてみましたツアー | 2019年12月1日  | 京都・VOX hall                        |      |
| ルーズに場所はずしてみましたツアー | 2019年12月15日 | 長崎・DRUM Be-7                       |      |
| ルーズに場所はずしてみましたツアー | 2019年12月22日 | 岩手・Club Change                     |      |
| ルーズに場所はずしてみましたツアー | 2020年1月5日   | 静岡・浜松Force                       |      |
| ルーズに場所はずしてみましたツアー | 2020年1月25日  | 埼玉・HEAVEN’S ROCKさいたま新都心VJ-3 |      |

### イベント
| 公演名                             | 公演日        | 会場                                | 備考                                                                      |
| ---------------------------------- | ------------- | ----------------------------------- | ------------------------------------------------------------------------- |
| WACKなりの甲子園                   | 2020年1月3日  | 東京・マイナビBLITZ赤坂             |                                                                           |
| WACK TOUR 2020 "WACK FUCKiN'PARTY" | 2020年2月8日  | 宮城・女川町生涯学習センター ホール |                                                                           |
| WACK TOUR 2020 "WACK FUCKiN'PARTY" | 2020年2月15日 | 福岡・Zepp Fukuoka                  |                                                                           |
| WACK TOUR 2020 "WACK FUCKiN'PARTY" | 2020年2月20日 | 東京・Zepp Tokyo                    |                                                                           |
| WACK TOUR 2020 "WACK FUCKiN'PARTY" | 2020年2月24日 | 北海道・Zepp Sapporo                |                                                                           |
| WACK TOUR 2020 "WACK FUCKiN'PARTY" | 2020年2月29日 | 大阪・Zepp Osaka Bayside            | 新型コロナウイルスの影響により中止 ニコニコ生放送にてNO AUDiENCE LIVE開催 |
| WACK TOUR 2020 "WACK FUCKiN'PARTY" | 2020年3月18日 | 東京・Zepp Tokyo                    | 新型コロナウイルスの影響により中止 AbemaTVにて無観客ライブ配信            |
| "WACK FUCKiN' SORRY PARTY"         | 2020年8月1日  | 神奈川・パシフィコ横浜 国立大ホール | 無観客ライブをニコニコ生放送とPIA LIVE STREAMにて有料配信                 |

## 出演

### ラジオ
※はインターネット配信。
- CARRY LOOSEのKiND EAR（2020年4月30日～10月29日、JFN PARK※）[28][29]